# جووانی توچی
جووانی توچی (ایتالیایی: Giovanni Tocci؛ زادهٔ ۳۱ اوت ۱۹۹۴) شیرجه‌رو اهل ایتالیا است.
وی در مسابقات کشوری و بین‌المللی در مجموع برندهٔ ۳ مدال نقره، ۵ مدال برنز شده‌است.